# Rhaphidophora sichuanensis
Rhaphidophora sichuanensis är en insektsart som beskrevs av Liu, Xiangwei och Weinian Zhang 2002. Rhaphidophora sichuanensis ingår i släktet Rhaphidophora och familjen grottvårtbitare. Inga underarter finns listade i Catalogue of Life.